# 沙皮伊夫卡
49°39′58″N 29°36′49″E / 49.66611°N 29.61361°E
沙皮伊夫卡（烏克蘭語：Шапіївка）是位於烏克蘭北部的村莊，由基辅州白采爾克瓦區的斯克維拉市鎮負責管轄。該村面積3.06平方公里，海拔高度214米，2001年人口455，人口密度每平方公里148.7人。